# Виолета Булц
Виолета Булц (на словенски: Violeta Bulc) е словенска политичка от Партията на модерния център, еврокомисар, вицепремиер, министър.

## Ранни години
Родена е в Любляна на 24 януари 1964 година. Има бакалавърска степен по „Компютърни науки и информатика“ от Факултета по електроинженерство на Люблянския университет и магистърска степен по „Информационни технологии“ от частния университет Голдън гейт (Golden Gate University) в Сан Франциско.
Работи няколко години в Съединените щати. След завръщането си е на ръководни постове в „Телеком Словения“, ръководи собствена консултантска фирма от 2000 година.

## В политиката
По-активно се занимава с политика от 2013 година. В левоцентристкия кабинет на Мирослав Церар е вицепремиер и министър без портфейл за кратко – от 19 септември до 1 ноември 2014 година.
След като номинацията на Аленка Братушек за еврокомисар от Словения е отхвърлена, Булц е предложена и утвърдена за еврокомисар по транспорта в Комисията „Юнкер“ през 2014 година. Заема поста до 2019 г. 